# Mijala
Mijala es una localidad del municipio burgalés de Junta de Villalba de Losa, en la Comunidad Autónoma de Castilla y León (España). 
La iglesia está dedicada a san Pedro apóstol.

## Localidades limítrofes
Confina con las siguientes localidades:
- Al noreste con Orduña (enclave vizcaíno dentro de la provincia de Álava).
- Al sureste con Murita.
- Al sur con Villalba de Losa.
- Al suroeste con Zaballa.
- Al oeste con Villaño.
- Al noroeste con Llorengoz.

## Demografía
Evolución de la población
| Gráfica de evolución demográfica de Mijala entre 2000 y 2020       |
|                                                                    |
| Población de derecho (2000-2017) según el padrón municipal del INE |

## Historia
Así se describe a Mijala en el tomo XI del Diccionario geográfico-estadístico-histórico de España y sus posesiones de Ultramar, obra impulsada por Pascual Madoz a mediados del siglo XIX:

Lugar en la provincia, diócesis, audiencia territorial y capitanía general de Burgos (18 leguas), partido judicial de Villarcayo (7) y ayuntamiento de Villalva (1/2). Situado en un hondo defendido de los vientos por las cuestas que le rodean. El clima es templado y las enfermedades más frecuentes los dolores de costado. Consta de 12 casas y 1 iglesia parroquial (San Pedro Apóstol), servida por 1 cura párroco y 1 sacristán. Confina el término N Lendoño (provincia de Álava); E Villalba; S Zaballa y dicho Villalba, y O el mismo Zaballa. El terreno es secano y de poco fondo. Caminos: los de pueblo a pueblo. Producciones: trigo mocho, cebada, patatas, legumbres y ganado. Industria: la agrícola. Población: 6 vecinos, 23 almas. Capital productivo: 8.400 reales. Imponible: 316.
Diccionario geográfico-estadístico-histórico de España y sus posesiones de Ultramar